# Agum I
Agum I (Agum maḫrû), Agum Wielki (Agum rabû) – według Synchronistycznej listy królów i Babilońskiej listy królów A drugi władca z dynastii kasyckiej, syn i następca Gandasza. W inskrypcji Aguma-kakrime wymieniany jako przodek Aguma II.
Nie są znane żadne inskrypcje tego władcy, nie jest wymieniany też w żadnych współczesnych mu źródłach pisanych. Jedynym źródłem informacji o nim są powstałe później listy królów (Babilońska lista królów A i Synchronistyczna lista królów) oraz inskrypcja Aguma-kakrime. Babilońska lista królów A i Synchronistyczna lista królów zgodnie wymieniają go jako drugiego władcę z dynastii kasyckiej, syna i następcę jej założyciela - Gandasza. Zgodne są one też co do tego, że następcą Aguma I miał być Kasztiliasz I. Dodatkowo Babilońska lista królów A podaje długość panowania Aguma I, która wynosić miała 22 lata. W genealogii Aguma II podanej w inskrypcji Aguma-kakrime Agum I jest najwcześniejszym spośród wymienionych tam przodków tego władcy (Gandasz z nieznanych powodów został pominięty). To samo źródło jako syna Aguma I podaje Kasztiliasza I.
Nie wiadomo dokładnie kiedy panować miał Agum I. Synchronistyczna lista królów czyni go wprawdzie współczesnym asyryjskiego króla Szamszi-Adada II (ok. 1585-1580 p.n.e.), ale bardziej prawdopodobne wydaje się założenie, iż był on współczesny ostatnim władcom z dynastii starobabilońskiej (przełom XVIII/XVII w. p.n.e.).